# Shikotan

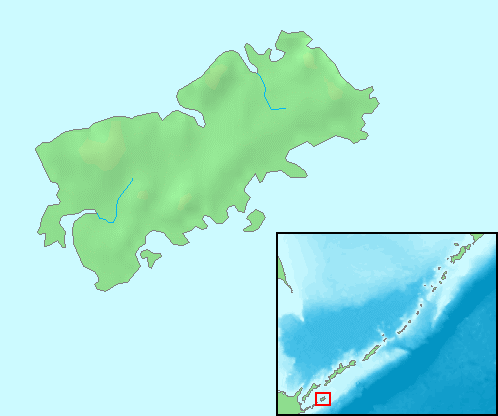
Mapa de localização de Shitokan

A ilha Shikotan (em russo:  Шикотан, em japonês:  色丹島 - Shikotan) é a maior das Ilhas Curilas. Internacionalmente reconhecida como pertencente à Rússia, é reivindicada pelo Japão.
A Rússia ganhou a posse da ilha por conta de sua vitória contra o Japão na Segunda Guerra Mundial.
Shikotan tem 250 km² de área a integra o grupo das Curilas meridionais. O seu ponto mais alto, o monte Tomari,  atinge 412 m de altitude.
Na ilha há duas pequenas localidades, Malokurílskoye e Krabozavodskoye. A ilha tem cerca de 2100 habitantes.

## Galeria

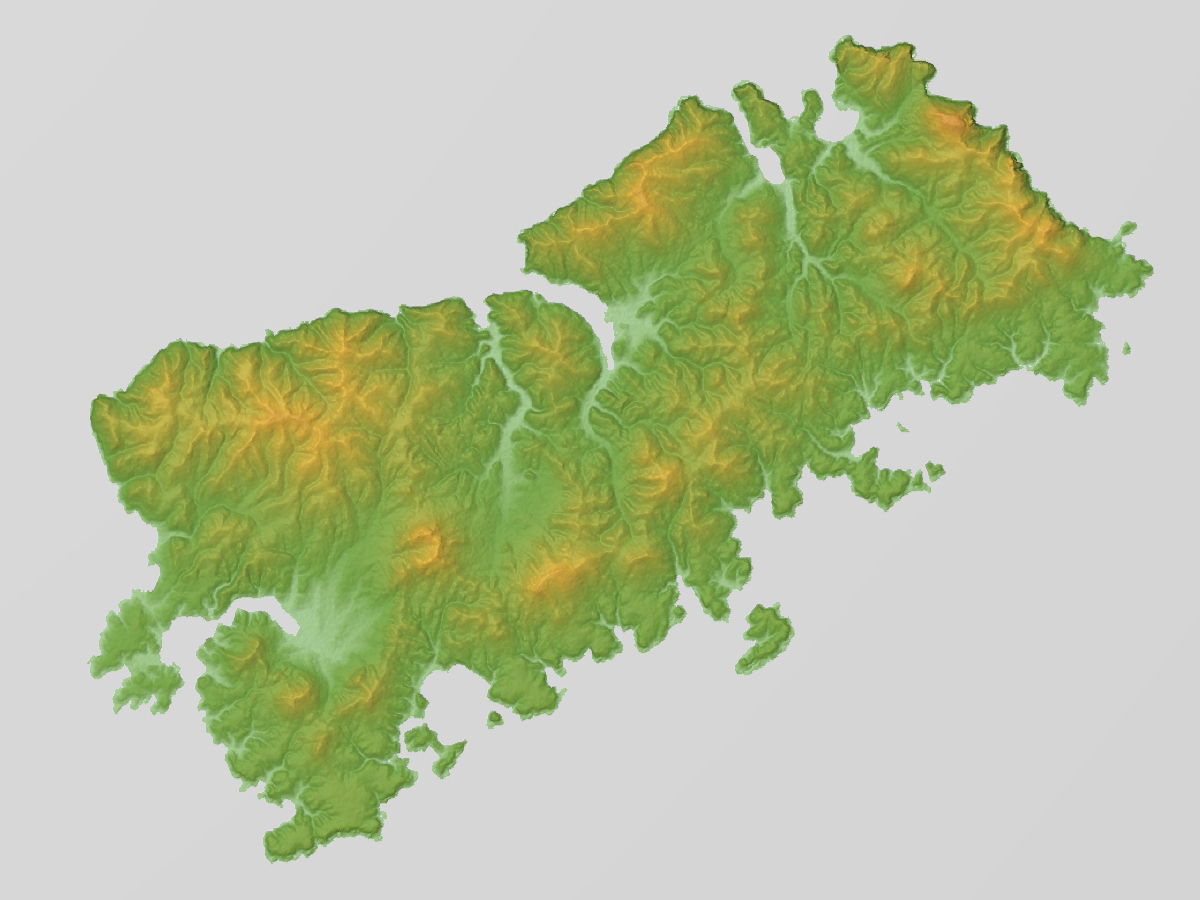
Mapa do relevo da ilha
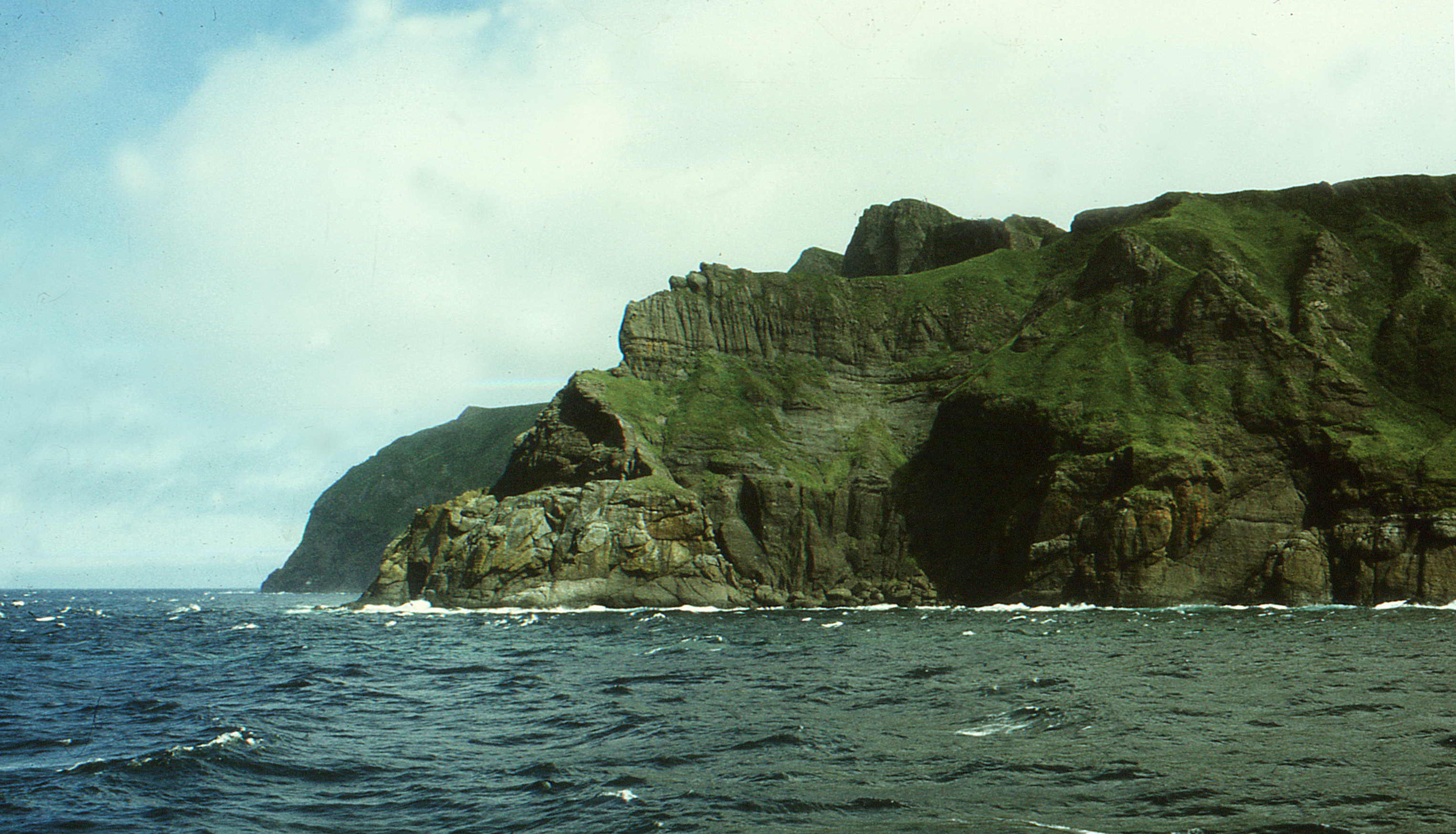
Shikotan, 1990.
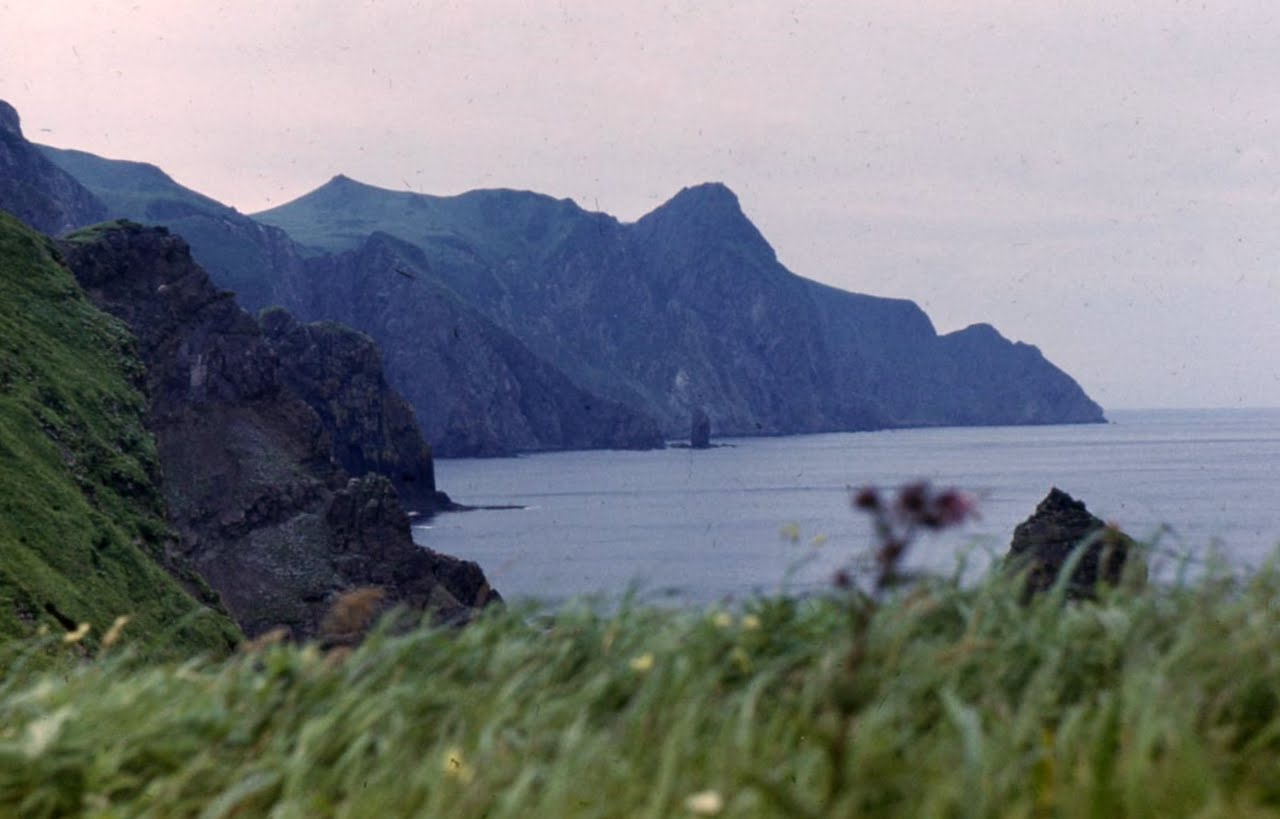
Shikotan, 1980.
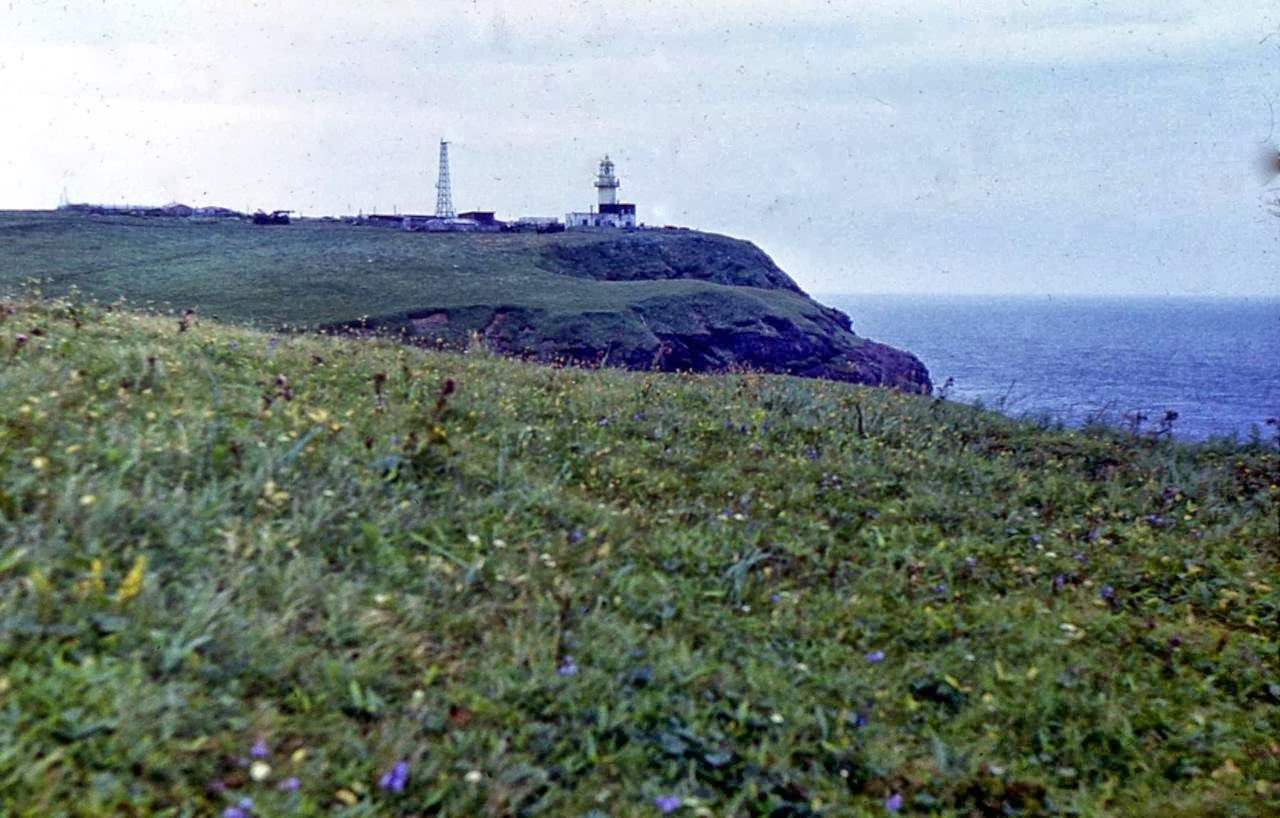
Farol, 1980.
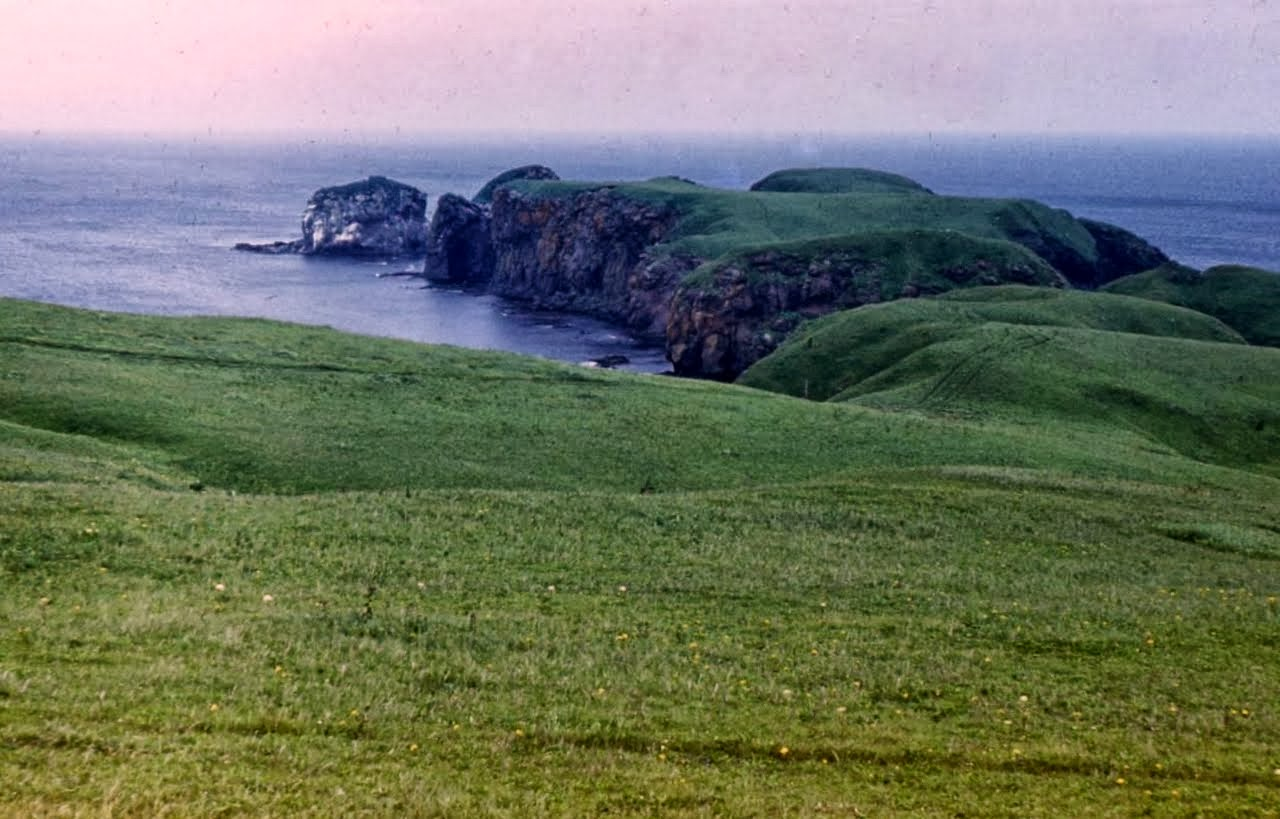
Paisagem, 1980.